# Rómulo D. Carbia
Rómulo D. Carbia (Buenos Aires, 15 de septiembre de 1885 - íbid, 1 de junio de 1944) fue un historiador argentino.

## Vida
Estudió en la Universidad de Buenos Aires. Posteriormente entraría en el círculo que se reunió en torno a David Peña, director del diario La Prensa, que incluía a personas como Mario Bravo, Emilio Becher, Lorenzo Fernández, Emilio Ravignani, Alberto Tena, José Ingenieros, Antonio Montevaro y Diego Fernández Espiro. De octubre de 1906 a junio de 1911, Carbia trabajó de redactor para el diario, donde demostró sus dotes para el trabajo histórico.
Posteriormente se dirigió a Europa. En Sevilla impartió conferencias sobre la leyenda negra en el Ateneo y en el Instituto Ibero-Americano, cuyo director en la época era Rafael Labra. En Alemania entró en contacto con Franz Streicher.
Regresó a Argentina en 1915, siendo nombrado ese mismo año director de la Biblioteca Central de la Facultad de Filosofía y Letras de la Universidad de Buenos Aires, cargo que mantendría hasta su muerte. Durante su dirección, la biblioteca pasó de 17.000 documentos a casi 70.000, además de mejorar la catalogación y ordenación. Más tarde en paralelo, entre 1922 hasta 1942, fue el director de la Escuela de Archiveros, Bibliotecarios y técnicos para Museos (actual carrera de Bibliotecología y Ciencia de la Información) en dicha Facultad, estándo reservada la Biblioteca como espacio para las prácticas profesionales (en el tercer año de la carrera) la que sin embargo pocos alumnos llegaban a realizarla debido a la alta tasa de deserción de la Escuela.
Sus primeras publicaciones en cuestiones históricas fueron una contribución para el Manual de Historia de la Civilización Argentina, donde superaba el tradicional reduccionismo histórico bonaerense, para tratar la historia de todo el territorio argentino, y La Historia crítica de la historiografía argentina. Fue nombrado profesor en la Universidad Nacional de La Plata y en 1929 recibió el título de Doctor Honoris Causa de la Facultad de Humanidades y Ciencias de la Educación. También fue director interino entre 1931 y 1932 de la sección de Historia del Instituto Nacional del Profesorado de Secundaria.
En 1933 viajó de nuevo a Sevilla. Allí solicitó el título de Doctor en Historia  Americana por la Universidad de Sevilla, que le fue concedido con la tesis titulada La crónica oficial de la Indias Occidentales, defendida el 7 de diciembre de 1933. El tribunal estuvo formado por Jorge Guillén, José María Ots Capdeguí, Juan de Mata Carriazo, Juan Tamayo y José de la Peña, que votaron unánimemente a favor. Después de conseguido el título y estudiar extensamente la documentación del Archivo de Indias. Volvió a Sevilla en 1935, como delegado de la Universidad Nacional de La Plata y ponente en el XXVI Congreso Internacional de Americanistas, presidido por Gregorio Marañón.
En 1935 había sido reconocido mundialmente como un historiador y americanista de talla. Fue miembro de la Société des Americanistes de París; miembro correspondiente del Instituto de Historia del Uruguay, de las Academias de Historia y Geografía de Santiago de Chile, de la de Historia de Santo Domingo y de la Geographical Society de Nueva York; comendador de la Orden de Isabel la Católica y miembro del Consejo Científico de la Sociedad Científica Argentina. Sin embargo, por razones de independencia de criterio, no quiso formar parte de la Academia Nacional de Historia de Argentina.
De carácter fuerte y un tanto rudo, era muy exigente, sobre todo consigo mismo. Su ecuanimidad le ganó desafectos y le llevó a mediar en numerosas disputas. Profundamente católico, practicante, se definía como,

[...] un americano que tiene el doble orgullo de su condición de creyente y de su rancio abolengo español.
Rómulo D. Carbia, Historia de la leyenda negra hispano-americana (1943)

## Obra (selección)
- San José de Flores, bosquejo histórico (1906)
- Historia eclesiástica del Río de la Plata (1914)
- La revolución de mayo y la iglesia (1915)
- «El diezmo en el Río de la Plata», Nosotros (1915)
- Lecciones de historia argentina (1917)
- La patria de Cristóbal Colón' (1923)
- Los historiógrafos argentinos menores (1924)
- Historia de la historiográfica argentina (1925)
- La superchería en la historia del descubrimiento de América (1929)
- La crónica oficial de las Indias Occidentales (1934)
- Nueva historia del descubrimiento de América (1936)
- La investigación científica y el descubrimiento de América (1937)
- Historia crítica de la historiografía Argentina desde sus orígenes en el siglo XVI (1940)
- Historia de la leyenda negra hispano-americana (1943)